# Zbojnícke Ľadové pleso
Zbojnícke Ľadové pleso je ledovcové jezero na dně Rovienkové kotliny v horní části Veľké Studené doliny ve Vysokých Tatrách na Slovensku. Má rozlohu 1,7350 ha. Je 180 m dlouhé a 135 m široké. Dosahuje maximální hloubky 18 m a objemu 101 133 m³. Leží v nadmořské výšce 2057 m. Je to největší pleso ve Veľké Studené dolině.

## Okolí
Na sever od plesa se zvedá hlavní hřeben Vysokých Tater s vrcholy Malého Javorového štítu, Hranaté veže a Rovienkové veže, přičemž první dva odděluje sedlo Malý závrat.

## Vodní režim
Pleso nemá povrchový přítok ani odtok. Pod povrchem z něj odtéká Veľký Studený potok. U hladiny dosahuje teplota vody maximálně 4 °C. Rozměry jezera v průběhu času zachycuje tabulka:
| Rok     | Měření prováděl   | Rozloha ha | Délka m | Šířka m | Hloubka max.m | Objem m³ |
| ------- | ----------------- | ---------- | ------- | ------- | ------------- | -------- |
| 1961–67 | pracovníci TANAPu | 1,722      | 180     | 135     | 17,8          | [ 2 ]    |
| 2005    | Gregor, Pacl      | 1,7350     | [ 2 ]   | [ 2 ]   | 18            | 101 133  |

## Přístup
Pleso není veřejnosti přístupné. Asi 300 m východně od plesa prochází  žlutá turistická značka ze Zbojnícke chaty k Téryho chatě.